# フェズ・ブルマーヌ地方
フェズ・ブルマーヌ地方（フェズ・ブルマーヌちほう、Fès-Boulemane）は、1997年から2015年まであったモロッコの地方。面積19,795km2、人口1573055人(2004年）。州都はフェズ。
フェズ・ブルマーヌ地方には、Fès-Dar-Dbibegh県、Moulay Yacoub州、Sefrou州、ブルマーヌ州の4つの州と県があった。